# Adolphe Pinard
Adolphe Pinard (ur. 4 lutego 1844 w Méry-sur-Seine, zm. 1 marca 1934 w Paryżu) – francuski lekarz położnik. 

## Życiorys
Praktykował w Paryżu, gdzie początkowo był asystentem Étienne Stéphane Tarniera, a potem profesorem położnictwa. Wprowadził do medycyny stetoskop położniczy, nazywany często słuchawką Pinarda. Był pionierem opieki perinatalnej. 12 czerwca 1874 obronił na Uniwersytecie Paryskim pracę doktorską z medycyny, W 1886 roku został kierownikiem kliniki porodowej Wydziału Medycyny w Paryżu, po swoim mistrzu Charles’u Pajocie, lekarzu uważanym za jednego z założycieli nowoczesnego położnictwa.